# 伊圖瓦塔區
伊圖瓦塔區（西班牙語：Distrito de Ituata），是秘魯的一個區，位於該國東南部普諾大區的卡拉瓦亞省，面積1,200.79平方公里，海拔高度3,770米，2005年人口6,075，人口密度每平方公里5.1人。